# Alchemy Records (Japon)
Pour les articles homonymes, voir Alchemy Records.
Alchemy Records est un label japonais situé à Osaka, spécialisé dans la musique bruitiste, expérimentale ainsi que dans le rock psychédélique. Il est dirigé par Jojo Hiroshige, du groupe de musique bruitiste Hijokaidan. Alchemy a sorti des albums de Hijokaidan, Masonna, Incapacitants, Borbetomagus, Merzbow, The Nihilist Spasm Band et encore bien d'autres. En plus du label, Alchemy possède également un magasin de disques à Osaka.